# Seugy
Seugy és un municipi francès, situat al departament de Val-d'Oise i a la regió de Illa de França. L'any 2007 tenia 1.056 habitants.
Forma part del cantó de Fosses, del districte de Sarcelles i de la Comunitat de comunes Carnelle Pays-de-France.

## Demografia

### Població
El 2007 la població de fet de Seugy era de 1.056 persones. Hi havia 390 famílies, de les quals 76 eren unipersonals (48 homes vivint sols i 28 dones vivint soles), 119 parelles sense fills, 167 parelles amb fills i 28 famílies monoparentals amb fills.
La població ha evolucionat segons el següent gràfic:
Habitants censats

### Habitatges
El 2007 hi havia 424 habitatges, 392 eren l'habitatge principal de la família, 8 eren segones residències i 24 estaven desocupats. 362 eren cases i 61 eren apartaments. Dels 392 habitatges principals, 324 estaven ocupats pels seus propietaris, 53 estaven llogats i ocupats pels llogaters i 15 estaven cedits a títol gratuït; 8 tenien una cambra, 49 en tenien dues, 48 en tenien tres, 67 en tenien quatre i 221 en tenien cinc o més. 347 habitatges disposaven pel capbaix d'una plaça de pàrquing. A 154 habitatges hi havia un automòbil i a 218 n'hi havia dos o més.

### Piràmide de població
La piràmide de població per edats i sexe el 2009 era:
| Homes | Edats   | Dones |
| ----- | ------- | ----- |
| 0     | 95 o +  | 0     |
| 0     | 90 a 94 | 8     |
| 4     | 85 a 89 | 0     |
| 0     | 80 a 84 | 0     |
| 20    | 75 a 79 | 8     |
| 16    | 70 a 74 | 24    |
| 16    | 65 a 69 | 20    |
| 12    | 60 a 64 | 12    |
| 36    | 55 a 59 | 40    |
| 60    | 50 a 54 | 56    |
| 32    | 45 a 49 | 48    |
| 28    | 40 a 44 | 28    |
| 40    | 35 a 39 | 48    |
| 40    | 30 a 34 | 36    |
| 56    | 25 a 29 | 36    |
| 32    | 20 a 24 | 28    |
| 24    | 15 a 19 | 40    |
| 48    | 10 a 14 | 20    |
| 36    | 5 a 9   | 28    |
| 20    | 0 a 4   | 24    |

## Economia
El 2007 la població en edat de treballar era de 730 persones, 566 eren actives i 164 eren inactives. De les 566 persones actives 520 estaven ocupades (282 homes i 238 dones) i 46 estaven aturades (19 homes i 27 dones). De les 164 persones inactives 56 estaven jubilades, 67 estaven estudiant i 41 estaven classificades com a «altres inactius».

### Ingressos
El 2009 a Seugy hi havia 404 unitats fiscals que integraven 1.074 persones, la mediana anual d'ingressos fiscals per persona era de 26.120 €.

### Activitats econòmiques
Dels 36 establiments que hi havia el 2007, 4 eren d'empreses de fabricació d'altres productes industrials, 8 d'empreses de construcció, 10 d'empreses de comerç i reparació d'automòbils, 1 d'una empresa de transport, 2 d'empreses d'hostatgeria i restauració, 2 d'empreses d'informació i comunicació, 4 d'empreses de serveis i 5 d'empreses classificades com a «altres activitats de serveis».
Dels 10 establiments de servei als particulars que hi havia el 2009, 1 era un paleta, 2 guixaires pintors, 1 fusteria, 2 lampisteries, 1 electricista, 2 perruqueries i 1 tintoreria.
Dels 2 establiments comercials que hi havia el 2009, 1 era una fleca i 1 una llibreria.

## Equipaments sanitaris i escolars
El 2009 hi havia una escola elemental.

## Poblacions més properes
El següent diagrama mostra les poblacions més properes.